# (34942) 1275 T-1
1275 T-1 (asteroide 34942) é um asteroide da cintura principal. Possui uma excentricidade de 0.19728260 e uma inclinação de 5.20894º.
Este asteroide foi descoberto no dia 25 de março de 1971 por Cornelis Johannes van Houten e Ingrid van Houten-Groeneveld e Tom Gehrels em Palomar.